# Contea di Queens (Nuova Scozia)
La contea di Queens è una contea della Nuova Scozia in Canada. Al 2006 contava una popolazione di 11.212 abitanti.